# Ventrikelsystemet

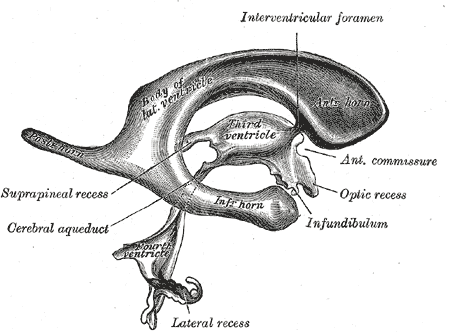
Rymdutfyllande modellskiss av ventrikelsystemet. De laterala ventriklarna syns överst.

Ventrikelsystemet är ett sammanhängande system av hålrum i det centrala nervsystemet. Inne i dessa hålrum (ventriklar) finns cerebrospinalvätska, som produceras av en grupp av celler som kallas för plexus choroideus. Det finns fyra ventriklar varav två kallas för laterala ventriklar och finns i storhjärnans hemisfärer. Dessa är anslutna till den tredje ventrikeln via en anatomisk gång som kallas för Monroes foramen. Den tredje ventrikeln är i sin tur ansluten till den fjärde ventrikeln via Sylvius akvedukt. Via den fjärde ventrikeln kan cerebrospinalvätska passera ut till det subarachnoida utrymmet genom Luschkas respektive Magendi foramen. Plexus choroideus finns i samtliga ventriklar.